# David Weinstein (Musiker)
David Weinstein (* 1954 in Chicago, Illinois) ist ein US-amerikanischer Keyboarder, Komponist und Installationskünstler.

## Leben und Wirken
Weinstein studierte Komposition an der University of Illinois bei Ben Johnston und Salvatore Martirano. 1978 ging er nach New York City, wo er Mitbegründer des New Yorker Veranstaltungsortes Roulette war, dessen Produktionen er von 1978 bis 1994 leitete. Als Keyboarder bewegte er sich in der New Yorker Downtown-Szene und wurde zunächst vor allem durch seine Zusammenarbeit mit John Zorn bekannt, an dessen Produktionen Cobra, The Big Gundown und Spillane er mitwirkte. Auch führte er eigene Produktionen auf. Weiterhin spielte er lange Zeit im Duo mit Shelley Hirsch, mit der er auch mehrere Alben einspielte. Ihre gemeinsame Produktion O Little Town of East New York wurde 1993 mit dem Prix Futura ausgezeichnet. Daneben war er auch an Produktionen von Elliott Sharp, Ned Rothenberg, Paul Dresher, Rhys Chatham und vielen anderen von Arto Lindsay bis Zeena Parkins beteiligt.
Weinstein schuf auch Theaterstücke und Installationen. Seine multimediale Zusammenarbeit mit der Videokünstlerin Doris Vila führte 2002 zu einem Preis auf der Ars Electronica. Zwischen 2004 und 2008 war er der Programmdirektor des Internetradios WPS1.org; derzeit hat er die gleiche Position beim Internetradio Artonair.org.

## Diskographische Hinweise
- Shelley Hirsch/David Weinstein Haiku Lingo (1989)[4]
- David Weinstein Bicyclopedia (Avant 1993)
- Shelley Hirsch/David Weinstein O Little Town of East New York (1992)
- David Weinstein Perfume  (Avant 1998)